# Palazzo Pretorio (Colle di Val d'Elsa)
Il Palazzo Pretorio  di Colle di Val d'Elsa, detto anche Palazzo del Podestà, la cui costruzione risale al XIV secolo, ha una facciata grezza con numerosi stemmi (in ceramica e pietra) dei signori (Podestà e Commissari) che si sono succeduti nel tempo.

## Storia e descrizione
Nel corso dei secoli il Palazzo è stato adibito a vari usi: da sede di uffici amministrativi, a Pretura, con annesso carcere, ad abitazioni. Le carceri, attive fino agli anni '20 del XX secolo, sono situate al piano terra e presentano ancora lo scarso arredo originario.
Il Palazzo è stato oggetto di un attento restauro nel 1990 che ha riportato alla luce affreschi di origine rinascimentale di un certo pregio, con decorazioni e stemmi. Particolare attenzione merita un'Annunciazione di scuola fiorentina. È dotato di un cortile esterno, posto sul retro dell'edificio, dotato di un alto muro, che veniva usato per l'ora d'aria dei detenuti. Sia la facciata sia la parte posteriore evidenziano le diverse ristrutturazioni subite nel corso del tempo.  
Attualmente il palazzo ospita il Museo Archeologico e l'Antiquarium Etrusco "Ranuccio Bianchi Bandinelli", e la sede del Gruppo Archeologico Colligiano.
Di particolare interesse, oltre ai vasi ed oggetti etruschi conservati e provenienti da alcune tombe rinvenute sul territorio, la Dama con l'orecchino o Ragazza delle Porciglia (dalla località dove venne ritrovata). Durante scavi abbastanza recenti risalenti al 1996, sono stati infatti rinvenuti dal Gruppo Archeologico Colligiano, i resti di una giovane donna che portava ancora attaccato un orecchino d'oro, di splendida fattura.  
Vi è poi la ricostruzione di una tomba eneolitica a grotticella scoperta nel 1988 sulla Strada delle Lellere, poco fuori dell'abitato cittadino. La tomba, risalente al IV millennio a.C., conteneva diversi inumati e di questi solo uno in connessione i cui resti, con i pochi oggetti di corredo ritrovati, sono esposti nel museo.